# Lill-Trygstjärnen
Lill-Trygstjärnen är en sjö i Bergs kommun i Jämtland och ingår i Indalsälvens huvudavrinningsområde.